# Gentiana sikkimensis
Gentiana sikkimensis är en gentianaväxtart som beskrevs av Charles Baron Clarke. Gentiana sikkimensis ingår i släktet gentianor, och familjen gentianaväxter. Inga underarter finns listade i Catalogue of Life.